# José Salazar (cantante)
José Salazar Salazar (12 de septiembre de 1958, Badajoz, Extremadura, España) más conocido como Taino debido a que tiene el pelo negro, y su tez morena, es un cantante y compositor español, más conocido por formar el grupo Los Chunguitos junto a su hermano, Juan Salazar y Enrique Salazar, y siendo éstos además hermanos del exitoso grupo Azúcar Moreno —Toñi y Encarna Salazar—. Todos ellos son de origen gitano.

## Biografía
Nació en Badajoz, España en 1958, es el hermano menor de Juan Salazar. Vivía en el barrio de Vallecas, Madrid cuando comenzó a actuar con el grupo por los mesones de Plaza Mayor.
En 1976, se hicieron famosos con la canción "Dame Veneno", con colaboración del Dúo Dinámico.
Junto a Los Chunguitos, ha participado en las películas: Perros callejeros II: Busca y captura (1979), Deprisa, deprisa (1981), ¡Jaa me maaten! (2000), Ekipo Ja (2007).
También han sido invitados a las series Poliladron (1997) y Vive cantando (2013). Han sido invitados a los programas: El Hormiguero (2010), El Hormiguero 3.0 (2013-2014), Que tiempo tan feliz y En el aire.

## Filmografía
Cine
- Perros callejeros II: Busca y captura (1979)
- Deprisa, deprisa (1981)
- ¡Jaa me maaten! (2000)
- Ekipo Ja (2007)
- Poliladron (1997)

Televisión
- Vive cantando (2013) - Antena 3.
- El hormiguero (2010) - Antena 3.
- El hormiguero 3.0 (2013-2014) - Antena 3.
- Tu cara me suena (2013-2014) - Antena 3.
- Los Gipsy Kings (2014) - Cuatro.
- Pequeños gigantes (2015) - Telecinco.
- Gran Hermano VIP 3 (2015) - Telecinco.
- Que tiempo tan feliz (2015) - Telecinco.
- Todo va bien (2014) - Cuatro.
- En el aire (2013-2015) - La Sexta.
- Trabajo temporal (2017) - TVE
- MasterChef Celebrity (2019) - TVE

## Discografía
- 1977 - Los Chunguitos
- 1978 - Vive Gitano
- 1979 - Limosna de amor
- 1980 - Pa ti pa tu primo
- 1981 - Sangre caliente
- 1982 - Barrio
- 1983 - Recuerdo de Enrique
- 1983 - Callejón sin salida
- 1984 - Vagando por ahí
- 1985 - Contra la pared
- 1986 - Después de la tormenta
- 1988 - Vive a tu manera (En Directo)
- 1989 - Tiempos dificiles
- 1990 - Baila con los Chunguitos
- 1991 - Plaza vieja
- 1992 - De pura sangre
- 1993 - ¡Marcha!
- 1993 - Noche de rumba
- 1995 - Zoraida
- 1996 - ¡Pa reventar!
- 1999 - Auténtico
- 2001 - La medalla
- 2003 - Morir de amor
- 2004 - Abre tu corazón
- 2006 - Buena suerte
- 2008 - La vida sigue (como Hermanos Salazar-Ex. Chunguitos)
- 2012 - Se escapa
- 2017 - Gavilán (Single)
- 2017-2018 - Dame veneno (Los Chunguitos y Lydia Lozano, Gustavo González, Patricia González)